# روبرت زيمارمان
روبرت زيمارمان (بالألمانية: Robert Zimmermann)‏ هو رسام ألماني، ولد في 21 أبريل 1818 في تسيتاو في ألمانيا، وتوفي في 6 يونيو 1864 في ميونخ في ألمانيا.